# 成田空港第2ターミナルシャトルシステム
成田空港第2ターミナルシャトルシステム（なりたくうこうだい2ターミナルシャトルシステム）は、かつて千葉県成田市にある成田国際空港で1992年（平成4年）から2013年（平成25年）まで運用されていた空気浮上式移動システムである。

## 概要
1992年12月6日の第2ターミナル開業に際し導入された。ターミナルのメインビルと279m離れたサテライトビルを自動運転により約1分で結び、制限区域内の旅客は無料で利用できた。旅客だけでなく職員等も使用するため、旅客取扱がない時間帯も含めて基本的に24時間運行されていた。CIQの関係上、出発客と到着客を分離するためにホームが分かれており、乗車は片道のみの一方通行で、一度移動した乗客は下車後に反対方向へ折り返すこと（サテライトビルへ移動した後、メインビルへ戻ること）ができない構造となっていたが、後年になって、運用方法の見直しにより反対方向への乗車も可能になった。
ハードウェアは日本オーチス・エレベータ製のオーチス・ホバーである。本方式を用いた移動システムは、日本全国で唯一のものであった。
2013年9月27日以降メインビルとサテライトビル間の移動が動く歩道を併設した連絡通路により行われることとなり、同日付でシャトルの運行は終了し、後に撤去された。

## 機構・運行管理
各シャトルに車輪はなく、代わりにエアーパッドの孔から噴出される圧縮空気により約0.1mm浮上させて摩擦をなくす空気浮上方式が採られた。車両の水平移動は直径26mmワイヤーによる牽引によって行われ、巻き上げ機は本館側の乗降場裏に設置されていた。
2つのレーンにそれぞれ2台のシャトルが配置されており、レーンを共有するシャトルはケーブルカーのように同時に出発してレーン上で行き違って運行された。レーンの両脇にはガイドレールが設けられ、横風や重量バランスの不均衡があっても支障なく運行できるようになっていた。ガイドレール下部にはシャトルへの電源供給用のパワーレールが置かれ、ここで取得した240ボルトの電気によりドアや上記圧縮空気を送るブロワが稼働していた。
シャトルには乗務員が搭乗していなかったが、本館駅直下の監視室で監視カメラや電光パネルを使って運行制御やモニタリングが行われており、必要な場合には乗降客へのアナウンスもここから出された。非常時に備えたスタッフも乗降場に常駐していた。

## 車両
当システムで使用されていたシャトル車両のうち2両が、国道296号沿いにある空の駅「風和里しばやま」近くの公園（北緯35度43分54秒 東経140度23分40.8秒 / 北緯35.73167度 東経140.394667度）に静態保存されている。

## シャトルシステムの法的位置
当システムは新交通システムということで、新東京国際空港公団（当時）を所管する運輸省航空局（当時）と協議し、同省地域交通局へ照会した結果、空港内という設置状況など総合的に考慮し、地方鉄道法には該当されないとの判断であった。
公団では安全性については、建物内付属の水平移動エレベーターとして捉え、建設省（当時）において建築基準法第38条の規定に基づく性能評定の審議を受け、1990年（平成2年）1月建設大臣より認可された。この関係で、シャトル内にはエレベーター用の定期検査報告済証が掲示されていた。